# Deveron
Deveron (ang. River Deveron, gael. Dubh Èireann) – rzeka w północno-wschodniej Szkocji. Ma długość 60 mil. Co roku przybywa tutaj wielu wędkarzy na połowy łososia, troci i pstrąga potokowego. Rzeka ma źródło w Hills Ladder na terenach pokrytych wrzosem. Rzeka ma dwa główne nurty: Deveron Alt i Black Water, które się łączą. Przepływa przez miasto Huntly. Rzeka ma cztery dopływy innych mniejszych rzek. Jest dość kręta. Ujście do Morza Północnego ma między miastami Banff i Macduff.